# Bundesverband Rettungshunde

Offizielles Logo

Der BRH Bundesverband Rettungshunde e. V. (BRH) ist ein gemeinnütziger Verein mit Sitz in Hünxe und mehr als 2000 aktiven Mitgliedern.
Als ältester und größter Verband für die Ausbildung von Rettungshunden ist der BRH Bundesverband Rettungshunde mit über 90 Rettungshundestaffeln unter seinem Dach bundesweit der größte rettungshundeführende Verband. Die Schwerpunkte bei der Ausbildung der Einsatzteams liegen in der Flächen- und Trümmersuche sowie in der Ausbildung zum Mantrailing (Personenspürhunde). Abhängig von den regionalen Anforderungen bieten die Rettungshundestaffeln des Verbandes zusätzlich Wasserortung und Lawinensuche an.
In mehreren Bundesländern sind die BRH-Rettungshundestaffeln offizielle Fachdienste im jeweiligen Landeskatastrophenschutz. Zusätzlich sind die BRH-Einheiten in fast allen Bundesländern in den kommunalen und regionalen Katastrophenschutz eingebunden.

## Aufgaben
Suche nach vermissten und verschütteten Personen im In- und Ausland
Die wichtigste Säule der Rettungshundestaffeln des BRH ist die Suche nach vermissten oder verschütteten Personen im In- und Ausland. Ungefähr 1.300 mal jährlich oder 4 mal täglich werden die BRH Rettungshundestaffeln von den zuständigen Behörden alarmiert. Der Schwerpunkt der Alarmierungen liegt in der Suche nach vermissten Personen in der Fläche wie in Waldgebieten oder im urbanen Bereich. Während in Wäldern und in Parks Flächensuchhunde zum Einsatz kommen, bewähren sich im urbanen Bereich als Mantrailer ausgebildete Hunde. Immer wieder erhalten die Rettungshundestaffeln Alarmierungen zu Trümmereinsätzen. So unterstützen die Einsatzkräfte des Bundesverband Rettungshunde nicht nur im Ausland, sondern auch im Inland nach einem Gebäudeeinsturz bei der Suche nach verschütteten Personen. Beispiele für diese Einsätze in der Vergangenheit sind Hauseinstürze nach Gasexplosionen oder Großschadenslagen wie das ICE-Unglück in Eschede, den Einsturz der Eislaufhalle in Bad Reichenhall, der Einsturz des historischen Stadtarchives in Köln oder die Gasexplosion in Lychen (Uckermark) im Mai 2022. Hier fanden die gut ausgebildeten Rettungshunde für die Trümmersuche zwar keine vermissten Personen. Dafür wurde durch ihr auffälliges Verhalten eine noch gasführende und nirgends verzeichnete Gasleitung entdeckt. Ohne die hochempfindlichen Hundenasen wäre es mit hoher Wahrscheinlichkeit zur Katastrophe gekommen. So konnte der gesamte Innenstadtbereich rechtzeitig evakuiert und gesperrt werden. Ein besonderer Einsatz der BRH Rettungshundestaffel Wesel war das Grubenunglück in der Zeche Stolzenbach-Borken.
Nationale Einsätze erfolgen ausschließlich im direkten Auftrag der zuständigen Behörden wie die Leitstellen von Polizei und Feuerwehr. Für internationale Einsätze ist ein offizielles internationales Hilfeersuchen des betroffenen Landes erforderlich.
Ehrenamtlicher Einsatz von Mitgliedern, Vorstand und Präsidium
Im Durchschnitt erbringt eine BRH-Einsatzkraft pro Jahr 600 Stunden an Ausbildungs- und Übungszeiten. Hinzu kommt der zeitliche Aufwand für Einsätze, die sich jährlich zwischen 10 und 50 Einsätzen pro Staffel bewegen. Die Einsatzkräfte, Hundeführer und Helfer, stehen nicht nur für Einsätze ehrenamtlich rund um die Uhr zur Verfügung. Viele Mitglieder investieren neben Einsatz und Training noch zahlreiche ehrenamtliche Stunden in die lokale Rettungshundestaffel oder den Verband. So sind nicht nur die Mitglieder des Verbands, sondern auch die vom Verbandstag gewählten Mitglieder des Präsidiums und des Vorstands ausschließlich ehrenamtlich tätig. Für die Anforderer und die Menschen in Not sind die Einsätze der Rettungshundestaffeln des BRH Bundesverband Rettungshunde immer kostenlos.
Humanitäre Hilfe als zweite wichtige Säule
Die zweite Säule des BRH Bundesverband Rettungshunde ist die Humanitäre Hilfe. Die für den internationalen Einsatz erforderlichen Maßnahmen orientieren sich am Bedarf des hilfesuchenden Landes. Vorrangig handelt es sich um eine umfassende medizinische Ersthilfe durch das WHO zertifizierte Emergency Medical Team des BRH Bundesverband Rettungshunde und seiner Auslandsorganisation I.S.A.R Germany. Das in das Katastrophengebiet entsandte Team ist vollständig autark und dadurch unabhängig von den Ressourcen vor Ort. So konnte das Emergency Medical Team (EMT) nach dem Erdbeben in Haiti 2021 über 900 Menschen medizinisch versorgen und zahlreiche Leben retten. Zu den internationalen Einsatzorten von BRH und ISAR zählten in den letzten Jahren die Philippinen 2014, Nepal 2015, Haiti 2016, Indonesien 2018, Mexiko 2019, Haiti 2021.
Seit Beginn des Ukraine-Krieges unterstützt der BRH Bundesverband Rettungshunde die Menschen in der Ukraine mit der bedarfsorientierten Lieferung von Hilfsgütern wie medizinische Geräte und Hilfsgüter, Medikamente, Schlafsäcke, Isomatten oder haltbare Nahrungsmittel. Alle medizinischen Geräte und Hilfsgüter werden anhand der Anforderung der ukrainischen Krankenhäuser besorgt und geliefert. Bis Mitte Mai beschafften der BRH sowie die zahlreichen Staffeln ungefähr 100 Tonnen Hilfsgüter, die auf verschiedenen Wegen in die Ukraine gelangten, wo sie bedarfsabhängig verteilt wurden.
Der BRH stellt für die wesentlichen kynologischen Fachverbände (FCI, VDH, dhv, AZG) die Fachkompetenzträger des Bereiches Rettungshunde. Die im BRH organisierten Rettungshundeführer, Helfer und Vorstandsmitglieder arbeiten ehrenamtlich.

## Verband
In der Bundesrepublik Deutschland begann der Bundesluftschutzverband im Jahr 1954 im Auftrag des Bundesministers des Innern damit, Rettungshunde für die Trümmersuche auszubilden. Diese Rettungshundeteams waren im erweiterten Katastrophenschutz des Bundes eingebunden. Der Bundesverband für den Selbstschutz führte in den 60er-Jahren diese Ausbildung fort. Weil die Bundesbehörden auf die neu entwickelten elektronischen Ortungsgeräte setzten, wurde 1973 die Rettungshundeausbildung – auch aus finanziellen Gründen – vom Bundesministerium des Innern eingestellt.
Einige Hundeführer gründeten 1974 und 1975 die Rettungshundestaffeln Heilbronn (Unterland), Ulm, Rottweil und Pforzheim (Enzkreis). Daneben gab es nur einige wenige Rettungshunde bei den Feuerwehren in Rheinland-Pfalz und Hessen. Diese ausschließlich in Baden-Württemberg befindlichen privaten Rettungshundestaffeln gründeten 1976 den Verband für das Rettungshundewesen Baden-Württemberg. Nachdem sich zwei private Rettungshundestaffeln in Hessen und eine weitere in Nordrhein-Westfalen gegründet hatten, wurde der Verband für das Rettungshundewesen Baden-Württemberg durch entsprechende Satzungsänderung zum Bundesverband erweitert. Bereits zu dieser Zeit absolvierten die Hundeführer der Rettungshundestaffeln verschiedenste internationale Einsätze nach schweren Erdbeben wie beispielsweise in der Türkei oder in Italien.

## Mitgliedschaft in Verbänden und Organisationen
Der BRH ist Mitglied bei:
- Deutscher Paritätischer Wohlfahrtsverband / Parität International seit 1983
- Gründungsmitglied der Internationalen Rettungshunde Organisation (IRO) seit 1993
- Aktion Deutschland hilft – über den DPWV seit 2001
- Deutscher Hundesportverband seit 2003

## Kooperationen
Der BRH unterhält Kooperationen mit:
- Deutsche Rettungsflugwacht
- Bilaterales Katastrophen-Abkommen EDAK Edirne, Türkei und dem BRH
- der amerikanischen Rescue-Dog-Organisation
- ÖRHB, Österreichische Rettungshunde Brigade
- Feuerwehr Taiwan

## Gliederung des Verbandes
Die Basis des BRH sind die Rettungshundestaffeln, die auf dem einmal jährlich stattfindenden Verbandstag die Wahlen des Vorstandes, der Gremien und der Funktionsgruppen durchführen sowie die Satzung und Ordnungen beschließen.
Der Vorstand setzt sich zusammen aus dem Präsidium (Präsident, 1. und 2. Vizepräsident) als Vorstand nach dem Bürgerlichen Gesetzbuch (BGB) und den Leitern der Referate Einsatz national, Einsatz international, Ausbildung, Finanzen, Recht & Versicherungen, Technik und Geräte, Medien & Kommunikation, Leistungsrichter, dem Beiratsvorsitzenden (gewählt von den Landesbeauftragten) sowie den Ehrenpräsidenten.
Die Landesbeauftragten werden von den Staffeln im jeweiligen Bundesland gewählt und vertreten die Interessen des BRH auf Landesebene. Aus den Reihen der Landesbeauftragten werden die Mitglieder für das BRH-Schiedsgericht gewählt.
Die technische Kommission setzt sich aus den operativen Bereichen (Referate Ausbildung, Einsatz, Technik + Geräte und Leistungsrichter) zusammen mit der Aufgabe die Qualitätsmerkmale der Rettungshundearbeit zu fördern und zu steigern.
Namhafte und international anerkannte Persönlichkeiten aus dem Katastrophenmanagement, der Kynologie und Soziologie bilden das BRH-Kuratorium. Dieses Gremium unterstützt und berät den Verband auf der Basis der jeweiligen Fachbereiche.
Der BRH Bundesverband Rettungshunde wie auch die bundesweit vertretenen BRH-Rettungshundestaffeln sind als gemeinnützig anerkannte Vereine tätig. Die Verwaltung des gesamten BRH ist mit zwischenzeitlich fünf Personalstellen im BRH-Ausbildungs-/Schulungszentrum Hünxe angesiedelt. Für rund 151.000 Förderer des BRH ist die Geschäftsstelle in Hünxe im Kreis Wesel zentraler Ansprechpartner.

## Ausbildungszentren – TCRH (Training Center Retten Helfen)
Insbesondere die grundsätzliche Schulung im Human- wie auch kynologischen Bereich als auch die weitere Qualifizierung von sogenannten Trümmersuchteams zum Einsatz bei Großschadenslagen ist ein Schwerpunkt für Investitionen des BRH. Zielsetzung ist, regional für die jeweils an- und umliegenden Bundesländer Ausbildungszentren zu schaffen, die über eine entsprechende Infrastruktur diese Ziele unterstützen.
Der BRH unterhält eigene Ausbildungszentren in Westdeutschland (Hünxe, Nordrhein-Westfalen), Norddeutschland (Malchin, Mecklenburg-Vorpommern) und in Süddeutschland (Mosbach, Baden-Württemberg). Der BRH ist weltweit führend in der Einrichtung einer solchen Anzahl und Struktur von Ausbildungszentren für Rettungshunde und auf Search & Rescue spezialisierter Facheinheiten.
Der BRH sieht seine Aktivitäten zur Schaffung von Ausbildungszentren im öffentlichen Interesse des jeweiligen Bundeslandes bzw. Land- oder Stadtkreises, da primär Belange des Katastrophen- und Zivilschutzes verfolgt und gefördert werden. Von den Investivmaßnahmen des BRH profitieren Behörden und BOS-Organisationen als auch Fachdienste anderer Hilfsdienste, da die Geländenutzungskonzepte beispielsweise fachdienst- und organisationsübergreifende und auch komplexe Übungsszenarien ermöglichen.
Die Ausbildungszentren werden unter der Bezeichnung „Training Center Retten und Helfen“ (TCRH) geführt, Träger ist die gleichnamige GmbH deren Alleingesellschafter der BRH Bundesverband Rettungshunde e. V. ist.

### TCRH Hünxe
Am 9. April 2008 wurde im Rathaus zu Hünxe in der Nähe von Wesel in Nordrhein-Westfalen vom BRH der Kaufvertrag für das ehemalige Anita-Thyssen-Heim unterzeichnet. Aus dem Anwesen wurde das weltweit erste Schulungszentrum nur für Rettungshundeführer und Einsatzkräfte.
Das ungefähr 75.000 m² großen Gelände des TCRH Hünxe eignet sich für praktische Übungen wie Flächen- und Trümmersuche, Unterordnung und Gerätearbeit. Das Trümmergelände entspricht den hohen Anforderungen der Trümmerarbeit.
Ursprünglich war das Objekt von Thyssen als Schulungseinrichtung für Werksangehörige erbaut worden und bietet daher eine ausreichende Zahl verschieden großer Seminar- und Tagungsräume. Die vorhandene Großküche sowie die Unterbringungsmöglichkeit für 68 Veranstaltungsteilnehmer bietet das Schulungszentrum des BRH.
Die Renovierung der ehemalige Thyssen Schulungseinrichtung wurde zum Großteil von den Mitgliedern der einzelnen Staffeln durchgeführt.

### TCRH Malchin
In der Nähe von Malchin in Mecklenburg-Vorpommern hat der BRH im März 2010 eine große Industriebrache erworben. Das Gelände bietet eine Vielzahl unterschiedlichster Trainingsmöglichkeiten und wird kontinuierlich ausgebaut. Ziel des Ausbaus ist ein weltweit einzigartiges Trümmer-Übungsgelände.
Die ungefähr 25.000 m² große Fläche des ehemaligen Betonwerks und heutigen TCRH Malchin eignet sich für die Abwicklung aufwändiger Übungsszenarien. Die Besonderheit: mehrere 90 Meter lange, bis zu 16 Meter breite und bis zu drei Etagen hohe Hallen bilden die Grundlage für die Einrichtung von Indoor-Übungsobjekten und stellen damit einen ganzjährigen Übungsbetrieb sicher. Ein großes Ziegelgebäude mit Balkenkonstruktion wurde kontrolliert zum Einsturz gebracht und bietet ein realistisches Einsatzszenario. Dies gilt ebenfalls für das aufwendig gestaltete Trümmergelände.
Seit der Eröffnung des Geländes finden regelmäßige Groß- und Einsatzübungen verschiedener Organisationen sowie Sichtungen des BRH-Auslandskaders statt.

### TCRH Mosbach
Auf dem Gelände der ehemaligen Neckartalkaserne zwischen Neckarelz und Neckarzimmern in Baden-Württemberg betreibt der BRH seit 2015 auf einer Kernfläche von zwischenzeitlich 110.000 m² und mit einer Gesamtübungsfläche von 270.000 m² das TCRH Mosbach, ein Ausbildungs- und Schulungszentrum für den Katastrophenschutz. BOS-Organisationen üben hier interdisziplinär fachdienst- und organisationsübergreifend alle Bereiche des Katastrophen- und Bevölkerungsschutzes sowie der Inneren Sicherheit.
Die vorhandenen Flächen- und Gebäudestrukturen des TCRH Mosbach decken alle Erfordernisse technischer wie auch nicht-technischer Fachdienste für taktische und operative Schulungen und Übungen ab. Hier werden spezielle Szenarien aber auch Großschadens-, Amok- und Terrorlagen dargestellt. Die Anlage verfügt über Schulungs-, Indoor-Übungsräume, Konferenztechnik und Büros sowie Übernachtungskapazitäten für bis zu 150 Personen.
Seit dem Frühjahr 2022 bildet der BRH Bundesverband Rettungshunde im Kampf gegen die Afrikanische Schweinepest (ASP) im TCRH Mosbach im Auftrag des Ministeriums Ländlicher Raum, Ernährung und Verbraucherschutz Baden-Württemberg ASP-Kadaver-Suchteams aus und stellt diese Teams tierseuchenbekämpfenden Behörden für die Fallwildsuche zur Verfügung.
Mit dem Eigentümer des Geländes besteht eine Kooperation. Dadurch ist es auf möglich, unterschiedliche Materialien wie Beton, Holz, Stahl, Elektronik, Papier etc. inklusive Entsorgung für zerstörende und nicht-zerstörende Übungen und Ausbildungsmaßnahmen zur Verfügung zu stellen.
Für den BRH selbst dient das TCRH Mosbach als Schwerpunktzentrum für die Ausbildung von Teams in der biologischen und technischen Ortung in Trümmern. Zahlreiche Schadensstellen befinden sich im Bau oder sind bereits fertiggestellt. Sie bilden verschiedene Einsatzlagen ab und sind für die qualifizierte Ausbildung der Einsatzkräfte gedacht.

## Hunderassen
Im Rettungshundewesen gibt es nicht den typischen Rettungshund. Deshalb sind im BRH eine Vielzahl unterschiedlicher Rassen sowie zahlreiche Mischlinge vertreten. Die Auswahlkriterien beziehen sich im Wesentlichen auf das Wesen, die Arbeitsbereitschaft und Leistungsfähigkeit des Hundes. In der Regel erfüllen alle mittelgroßen Hunderassen diese Voraussetzungen.

## Rettungshundeführer
Bedingt durch die Beanspruchung des Menschen und Hundes im Rettungs- und Katastropheneinsatz werden an Hundeführer und Helfer gewisse Anforderungen gestellt, die sie periodisch unter Beweis stellen müssen. Neben dem Willen im Rettungsdienst und Katastrophenschutz tätig zu sein und Kenntnissen in der Hundeausbildung müssen sie auch praktische und theoretische Kenntnisse in einsatzrelevanten Themen beherrschen wie Geländeorientierung, Einsatztaktik, Funk, Erste Hilfe an Mensch und Hund, Schadensbeurteilung und Einsatzmanagement.

## Ausbildung und Prüfungen
Die Ausbildung wird in den Rettungshundestaffeln durch vom Verband zertifizierte Ausbilder und in überregionalen Fortbildungen durchgeführt. Grundvoraussetzung für den Weg zum Rettungshund ist die Begleithundeprüfung nach VDH/AZG. Nach einer Vorprüfung schließt sich die Hauptprüfung in den Sparten Flächensuche und Trümmersuche an. Für Mantrailer existiert eine separate Prüfungsordnung.
Des Weiteren können die Prüfungen nach IPO-R A und B in allen Sparten (Flächensuche, Trümmersuche, Fährtensuche, Lawinensuche) abgelegt werden. Die Prüfungen werden von staffelunabhängigen Leistungsrichtern abgenommen.

## Alarmierungen und Einsätze
Lokale und überregionale Alarmierungen werden über die Dienststellen der Polizei, Feuerwehr oder andere Hilfsorganisationen an die zuständige Staffel geleitet. Alarmierungen für Einsätze im Ausland gehen an die zentrale Einsatzleitung des BRH. Alarmierungen und Einsätze sind für alle Anforderer und Betroffene kostenlos.
In etlichen Bundesländern ist der BRH in den Katastrophenschutz-Plan des Landes eingebunden (z. B. Baden-Württemberg, Sachsen) und/oder ist in den erweiterten Katastrophenschutz des jeweiligen Landkreises integriert (z. B. Hessen, Bayern, Nordrhein-Westfalen, Niedersachsen, Saarland). Zusätzlich gibt es in einigen Bundesländern einen Kooperationsvertrag mit dem Innenministerium des Landes zur Suche nach vermissten Personen in Zusammenarbeit mit den Polizeibehörden (z. B. Hessen). Dazu ist eine zusätzliche Überprüfung der Rettungshundestaffel durch die Landespolizeibehörde und/oder Polizeihundeschule erforderlich.
2002 wurde eine Auslandsqualifizierungsprüfung eingeführt. Besonders qualifizierte Teams aus den Bereichen Trümmersuche, Rettung / Bergung, Medizin, Logistik und Führung gehen unter UN-Mandat als sogenanntes BRH-Auslandskader bei internationalen Katastrophenlagen in Einsatz. Die Auslandsaktivitäten des BRH (BRH Search and Rescue) gliedern sich in zwei Bereiche:
1. Auslandseinsätze in Europa im Rahmen von Hilfen durch meist angrenzende deutsche Bundesländer auch im Rahmen von bilateralen Abkommen oder Einsätzen des deutschen Katastrophenschutzes. Diese werden in der Regel durch die Einsatzkräfte der lokalen, regionalen oder überregionalen BRH-Rettungshundestaffeln erbracht.
2. Internationale Einsätze bei Großschadenslagen unter UN-Mandat. Diese werden durch Mitglieder des BRH-Auslands-Kaders unter dem Dach der I.S.A.R. Germany absolviert.

Zur Abwicklung aller Auslandseinsätze wurde in Hünxe ein eigenes Lagezentrum (internationales Lagezentrum; ILZ) eingerichtet.